# WinNuke
Se refiere a un ataque informático de denegación de servicio (denial-of-service) que afectaba al sistema operativo Microsoft Windows 95.
Consistía en enviar una determinada cadena al puerto 139 de TCP (NetBIOS) que bloqueaba al sistema operativo causando una blue screen of death.